# Maloud
Maloud è una suddivisione dell'India, classificata come nagar panchayat, di 7.160 abitanti, situata nel distretto di Ludhiana, nello stato federato del Punjab. In base al numero di abitanti la città rientra nella classe V (da 5.000 a 9.999 persone).

## Geografia fisica
La città è situata a 30° 37' 60 N e 75° 55' 60 E e ha un'altitudine di 247 m s.l.m..

## Società

### Evoluzione demografica
Al censimento del 2001 la popolazione di Maloud assommava a 7.160 persone, delle quali 3.792 maschi e 3.368 femmine. I bambini di età inferiore o uguale ai sei anni assommavano a 838, dei quali 453 maschi e 385 femmine. Infine, coloro che erano in grado di saper almeno leggere e scrivere erano 4.935, dei quali 2.823 maschi e 2.112 femmine.